# Hallgeir Finbråten
Hallgeir Finbråten (1º novembre 1965) è un ex calciatore norvegese, di ruolo difensore.

## Carriera

### Club

#### Eidsvold Turn e HamKam
Finbråten cominciò la carriera con la maglia dell'Eidsvold Turn, nel 1982. Dopo un triennio in squadra, si trasferì allo HamKam, con cui conquistò la promozione nella massima divisione nel campionato 1985. Disputò il primo incontro nella 1. divisjon in data 4 maggio 1986, subentrando a Tom Stensrud nella vittoria per 0-2 sul campo del Lillestrøm. La squadra raggiunse la salvezza, ma retrocesse al termine del campionato 1987. Finbråten rimase in forza allo HamKam fino al 1990.

#### Lyn Oslo e il ritorno all'Eidsvold Turn
Nel 1991, Finbråten si trasferì al Lyn Oslo. Debuttò con questa maglia il 28 aprile, nella vittoria per 2-0 sul Molde. Il 28 luglio successivo, siglò la prima rete in questa divisione: un suo gol sancì infatti il successo per 1-0 sul Fyllingen. Restò in squadra per un triennio, totalizzando complessivamente 65 presenze e 5 reti. Nel 1994 tornò all'Eidsvold Turn, restandovi fino all'anno successivo.

### Nazionale
Finbråten giocò una partita per la Norvegia under 21. Il 24 marzo 1987, infatti, fu in campo nella vittoria per 1-3 sulla Polonia under 21.

## Statistiche

### Presenze e reti nei club
| Stagione             | Club                 | Campionato           | Campionato | Campionato | Coppe nazionali | Coppe nazionali | Coppe nazionali | Coppe continentali | Coppe continentali | Coppe continentali | Supercoppe | Supercoppe | Supercoppe | Totale | Totale |
| Stagione             | Club                 | Comp                 | Pres       | Reti       | Comp            | Pres            | Reti            | Comp               | Pres               | Reti               | Comp       | Pres       | Reti       | Pres   | Reti   |
| -------------------- | -------------------- | -------------------- | ---------- | ---------- | --------------- | --------------- | --------------- | ------------------ | ------------------ | ------------------ | ---------- | ---------- | ---------- | ------ | ------ |
| 1982                 | Eidsvold Turn        | 3D                   | ?          | ?          | CN              | ?               | ?               | -                  | -                  | -                  | -          | -          | -          | ?      | ?      |
| 1983                 | Eidsvold Turn        | 3D                   | ?          | ?          | CN              | ?               | ?               | -                  | -                  | -                  | -          | -          | -          | ?      | ?      |
| 1984                 | Eidsvold Turn        | 4D                   | ?          | ?          | CN              | ?               | ?               | -                  | -                  | -                  | -          | -          | -          | ?      | ?      |
| 1985                 | HamKam               | 2D                   | 19         | ?          | CN              | ?               | ?               | -                  | -                  | -                  | -          | -          | -          | ?      | ?      |
| 1986                 | HamKam               | 1D                   | 16         | 0          | CN              | ?               | ?               | -                  | -                  | -                  | -          | -          | -          | ?      | ?      |
| 1987                 | HamKam               | 1D                   | 22         | 0          | CN              | ?               | ?               | -                  | -                  | -                  | -          | -          | -          | ?      | ?      |
| 1988                 | HamKam               | 2D                   | 22         | 3          | CN              | ?               | ?               | -                  | -                  | -                  | -          | -          | -          | ?      | ?      |
| 1989                 | HamKam               | 2D                   | 20         | 0          | CN              | ?               | ?               | -                  | -                  | -                  | -          | -          | -          | ?      | ?      |
| 1990                 | HamKam               | 2D                   | 13         | 0          | CN              | ?               | ?               | -                  | -                  | -                  | -          | -          | -          | ?      | ?      |
| Totale HamKam        | Totale HamKam        | Totale HamKam        | ?          | ?          |                 | ?               | ?               |                    | -                  | -                  |            | -          | -          | ?      | ?      |
| 1991                 | Lyn Oslo             | ES                   | 22         | 2          | CN              | 0               | 0               | -                  | -                  | -                  | -          | -          | -          | 22     | 2      |
| 1992                 | Lyn Oslo             | ES                   | 22         | 2          | CN              | 3               | 1               | -                  | -                  | -                  | -          | -          | -          | ?      | ?      |
| 1993                 | Lyn Oslo             | ES                   | 17         | 0          | CN              | 1               | 0               | -                  | -                  | -                  | -          | -          | -          | 18     | 0      |
| Totale Lyn Oslo      | Totale Lyn Oslo      | Totale Lyn Oslo      | 61         | 4          |                 | 4               | 1               |                    | -                  | -                  |            | -          | -          | 66     | 5      |
| 1994                 | Eidsvold Turn        | 3D                   | ?          | ?          | CN              | ?               | ?               | -                  | -                  | -                  | -          | -          | -          | ?      | ?      |
| 1995                 | Eidsvold Turn        | 2D                   | ?          | ?          | CN              | ?               | ?               | -                  | -                  | -                  | -          | -          | -          | ?      | ?      |
| Totale Eidsvold Turn | Totale Eidsvold Turn | Totale Eidsvold Turn | ?          | ?          |                 | ?               | ?               |                    | -                  | -                  |            | -          | -          | ?      | ?      |
| Totale               | Totale               | Totale               | 111        | 5          |                 | 19              | 3               |                    | -                  | -                  |            | -          | -          | 130    | 8      |